# Suros

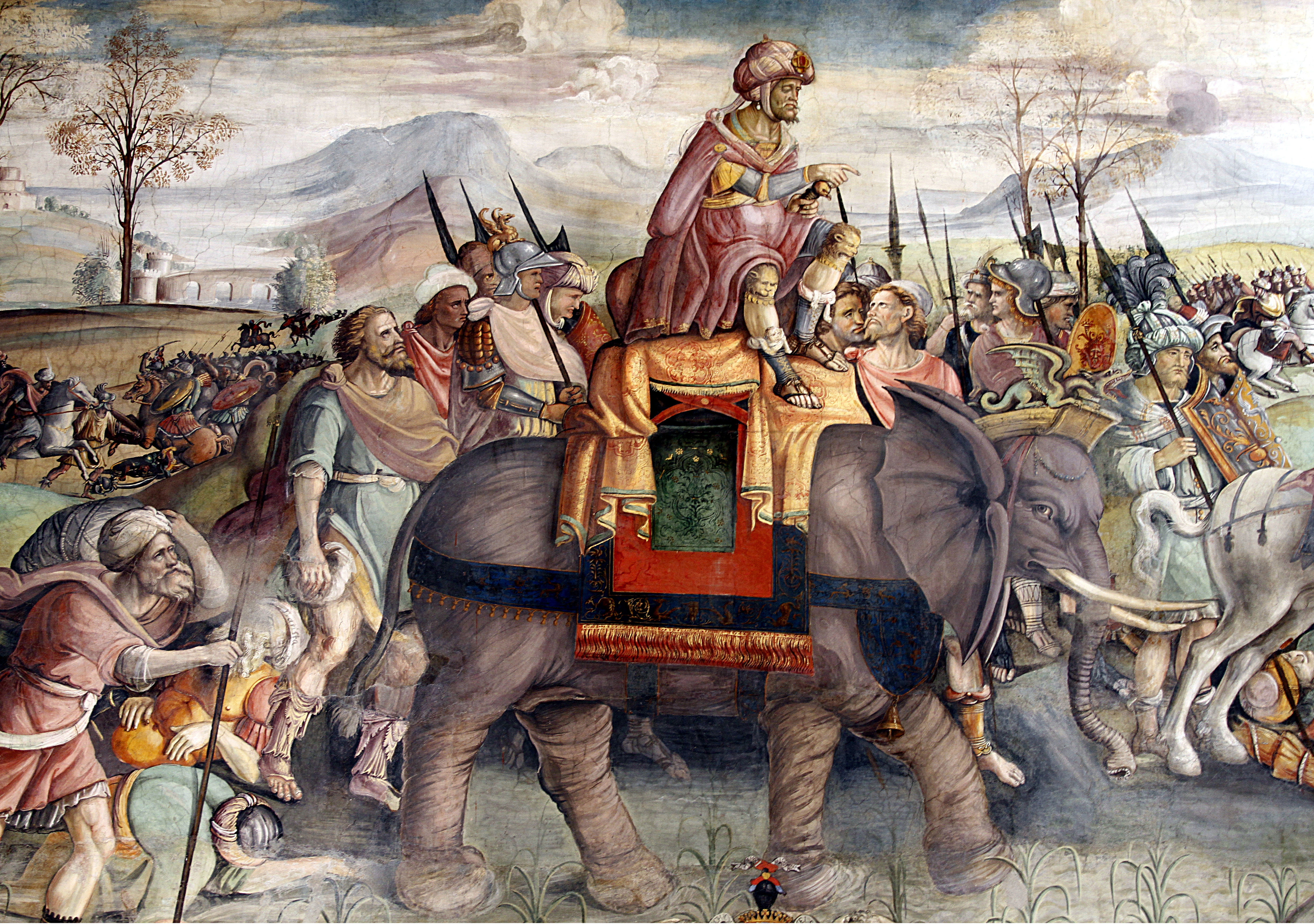
Aníbal cruzando los Alpes (Museo Capitolino), Roma

Suros era el nombre del último elefante sobreviviente del ejército cartaginés en su paso a través de los gélidos Alpes en su campaña hacia Italia, durante la segunda guerra púnica. Es muy probable que el motivo de la supervivencia de este se debiera al cuidado que le otorgaban las tropas, ya que se trataba del elefante personal de Aníbal.
Varios autores romanos dejaron comentarios acerca de Suros, el cual se trataba de un paquidermo con un colmillo roto que usaba Aníbal, tuerto de un ojo, como plataforma para contar con una vista panorámica del campo de batalla y compensar su falta de visión. Su nombre produce confusión, ya que sugiere que era un elefante sirio (Elephas maximus asurus) o un elefante asiático, quizá comprado o capturado a los reinos helenísticos del este, pero otros creen que era un elefante norteafricano como todos los utilizados por Cartago, y que su nombre en realidad provenía de sudis ("estaca"), un apodo que los propios romanos le habrían puesto por su único colmillo.
De acuerdo con Plauto, Suros llevaba siempre una manta roja sobre la cual sostenía una howdah y un escudo.